# Quinn (calciatrice)
 Quinn, alla nascita Rebecca Catherine Quinn (Toronto, 11 agosto 1995), è una calciatrice canadese, difensore del Vancouver Rise e della nazionale canadese.

## Biografia
Nel settembre 2020 Quinn ha dichiarato di essere transgender e di genere non-binario, preferendo i pronomi they/them in lingua inglese, di genere neutro. Quinn ha anche chiesto che non venga usato il suo primo nome, indicandolo come deadname e preferendo l'identificazione col solo cognome. A Quinn viene concesso di continuare a giocare nelle competizioni calcistiche femminili per club e per nazionali, purché siano rispettati i limiti imposti dagli enti organizzatori sul livello massimo di testosterone ritenuto accettabile.

## Carriera

### Calcio universitario
Tra il 2013 e il 2017 Quinn ha frequentato l'Università Duke di Durham, in Carolina del Nord, affiancando al percorso scolastico l'attività sportiva giocando nelle Duke Blue Devils, la squadra di calcio femminile universitario dell'ateneo.

### Club
Nel 2018 Quinn divenne la calciatrice canadese con la posizione più elevata nel draft della National Women's Soccer League (NWSL), il livello di vertice del campionato statunitense. Con la terza scelta assoluta divenne una calciatrice del Washington Spirit. Dopo aver disputato la sola stagione 2018 al Washington Spirit, Quinn si trasferì in Francia, accordandosi col Paris FC per giocare la seconda parte della stagione 2018-2019 in Division 1 Féminine, la massima serie del campionato francese. Col Paris FC scese in campo in due sole partite nel corso del girone di ritorno di campionato.
A campionato francese terminato, il 15 luglio 2019 Quinn tornò in NWSL firmando un contratto col Reign, andando a coprire il posto di calciatrice non statunitense lasciato libero dalla partenza della neozelandese Elise Kellond-Knight. Nel 2020 con la cancellazione dell'edizione 2020 della NWSL Quinn andò in prestito al Vittsjö GIK in Svezia, giocando nel campionato di Damallsvenskan. A campionato finito Quinn rientrò alla base, all'OL Reign, giocandovi per quattro stagioni consecutive. Nella stagione 2022 è arrivata la vittoria del NWSL, mentre nel 2023 il Reign arrivò nella finale della NWSL, perdendo contro il NJ/NY Gotham.
Nel gennaio 2025 Quinn ha firmato un contratto col Vancouver Rise FC, una società canadese con Christine Sinclair a detenere delle quote di minoranza ed iscritta alla prima edizione della Northern Super League, la nuova lega professionistica canadese.

### Nazionale

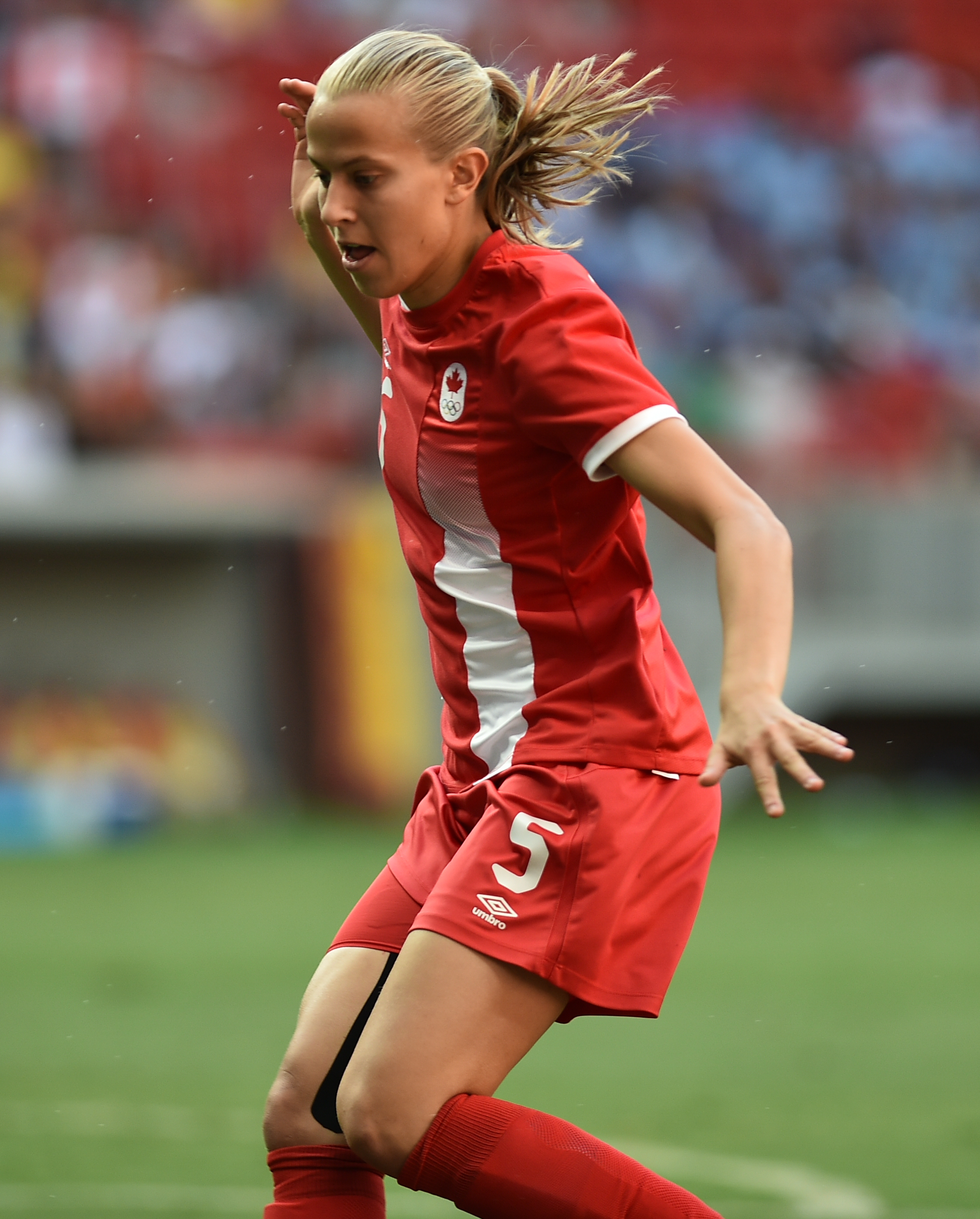
Quinn con la maglia della nazionale canadese ai Giochi Olimpici di Rio 2016.

Quinn ha fatto parte delle selezioni giovanili del Canada, giocando otto partite con la selezione under 17, quattro con la selezione under 20 e cinque con l'under 23. Con la selezione under 17 prese parte al campionato nordamericano 2012 di categoria, conquistando con la squadra la medaglia d'argento. Sempre con l'under 17 partecipò al campionato mondiale 2012 di categoria, al quale il Canada non andò oltre i quarti di finale. Quinn fece parte anche della squadra nazionale under 20 che partecipò al campionato mondiale 2014 di categoria. Nel 2015 arrivò anche la convocazione per il torneo femminile di calcio ai XVII Giochi panamericani, che il Canada concluse al quarto posto ai piedi del podio.
Quinn fece il suo esordio nella nazionale maggiore il 7 marzo 2014, scendendo in campo nel corso della partita vinta per 3-1 sull'Italia valida per il primo turno della Cyprus Cup 2014. Nel febbraio 2016 realizzò le sue prime reti in nazionale con una tripletta nella vittoria per 10-0 sul Guatemala nel corso delle qualificazioni nordamericane ai Giochi della XXXI Olimpiade. Nel marzo 2016 partecipò all'Algarve Cup 2016, edizione del torneo vinta dal Canada per la prima volta. Pochi mesi dopo arrivò la convocazione per far parte della rosa della nazionale del Canada che partecipò al torneo femminile dei Giochi di Rio 2016. Il Canada conquistò il terzo posto e la medaglia di bronzo, superando il Brasile nella finalina.
Quinn fece parte anche della rosa canadese che partecipò al CONCACAF Women's Championship 2018, realizzando anche due reti, una nella fase a gironi nella vittoria per 12-0 su Cuba e l'altra in semifinale vinta per 7-0 su Panama. Nel 2019 arrivò anche la convocazione nella rosa del Canada che prese parte al campionato mondiale 2019, disputatosi in Francia. Il 20 giugno 2019, scendendo in campo nella terza partita della fase a gironi persa dal Canada per 2-1 contro i Paesi Bassi, Quinn festeggiò la 50ª presenza con la maglia della nazionale.
Il 23 giugno 2021 arrivò anche la convocazione nella rosa della nazionale che avrebbe partecipato al torneo femminile dei Giochi della XXXII Olimpiade. Con la medaglia d'oro olimpica vinta dalla squadra canadese, dopo aver sconfitto in finale la Svezia il 6 agosto, Quinn è diventato il primo atleta dichiaratamente trans e di genere non-binario a vincere una medaglia olimpica.

## Palmarès

### Club
- NWSL Shield: 1

Reign: 2022

### Nazionale
- Algarve Cup: 1

2016
- Bronzo olimpico: 1

Rio de Janeiro 2016
- Oro olimpico: 1

Tokyo 2020